# گورنا کوزنیتسا
گورنا کوزنیتسا (به بلغاری: Gorna Koznitsa) یک منطقهٔ مسکونی در بلغارستان است که در شهرستان بوبف دل واقع شده‌است.